# Vicky Vette
Vicky Vette (Stavanger, Noruega, 12 de Junho de 1965) é uma atriz pornográfica norte-americana de origem norueguesa.

## Biografia
Iniciou sua carreira na indústria pornô no ano de 2003 aos 38 anos, um fato raro, já que atualmente a maioria das atrizes fazem sua estreia com idades que variam de 18 a 20 anos.

## Prestação
Apesar de um começo tardio, Vicky teve uma rápida ascensão na indústria de filmes pornográficos. Um fato notável, tendo em conta a forte concorrência, e que se deve sobretudo à sua fantástica performance em cena, assim como à extraordinária forma física, invejável para uma mulher da sua idade.
Práticas assíduas:
- Sexo anal
- Dupla penetração
- Gang bang
- Bukkake
- Lesbianismo

Curiosamente, e ao contrátrio da atual tendência, Vicky não pratica sexo inter-racial.

## Filmografia parcial
- American Ass # 2
- Anal Addicts # 14
- Assploitations # 2
- Assturbators # 2
- Big Cock Seductions # 12
- Big Wet Asses # 3
- Cheating Housewives # 1
- Chloe's Pool Party
- Crack Attack
- Deep Throat This # 19
- Devil In Miss Jones
- Grand Theft Anal # 4
- M.I.L.F. Seeker # 1
- M.I.L.T.F. # 13
- Metropolis
- My Friends Hot Mom (internet)
- North Pole # 43
- Oral Consumption # 6
- Oral Fantasies # 4
- Oral Hygiene # 1
- Performing Ass
- Peter North's P.O.V. # 6
- Rectal Rooter # 5
- Screw My Wife Please # 36
- Super Whores # 1
- Tales of perversity #10
- Ultimate DP Gang Bang # 2

## Prêmios e indicações
- 2005 AVN Award for Best Tease Performance – Metropolis[1]
- 2008 Booble Girl of the Year[2]
- 2010 XBIZ Award Nominee – Web Babe of the Year[3]
- 2010 NightMoves Awards – Best Milf, Fan's choice[4]
- 2011 AVN Award Nomination for Webstar of the Year.[5]
- 2012 XBIZ Award for Web Babe of the Year[6]
- 2012 Miss Freeones Winner[7]
- 2012 Nightmoves Hall of Fame[8]
- 2013 XBIZ Award Nominee Webstar of the Year & Performer Website for Vickyathome.com[9]
- 2013 AVN Award Nominee for Best Solo Girl Website for Vickyathome.com & Best Male Product Line (the Vicky Quickie)[10]
- 2013 XBIZ Award Webstar of the Year Winner[11]